# Sirosoma abrupta
Sirosoma abrupta är en insektsart som beskrevs av Mcatee 1933. Sirosoma abrupta ingår i släktet Sirosoma och familjen dvärgstritar. Inga underarter finns listade i Catalogue of Life.